# Israels distrikter
Der er seks hovedadministrerende distrikter i Israel, kendt på hebraisk som mehozot (מחוזות; ental: mahoz) og femten subdistrikter kendt som nafot (נפות; ental: nafa). Hvert subdistrikt er videre delt ind i naturlige regioner som der er 50 af.
Golan-subdistriktet, som indeholder fire naturlige regioner, er medregnet i dette antal, selv om området ikke er anerkendt af FN som israelsk territorium. Judæa- og Samaria-området er derimod ikke inkluderet siden Israel ikke har jurisdiktion der.

## Jerusalem-distriktet
Jerusalem-distriktet (Mehoz Yerushalayim). befolkning: 868 500
Distriktshovedstad: Jerusalem
 * Dette distrikt inkluderer områder som blev belejret under seksdageskrigen og tilføjede Israel i Jerusalemsloven.

## Norddistriktet
Norddistriktet (Mehoz HaTzafon). Befolkning: 1 202 600
Distriktshovedstad: Nazaret
- Zefat (subdistrikt) – befolkning: 98 000
- Kinneret (subdistrikt) – befolkning: 98 100
- Yizre'el (subdistrikt) – befolkning: 430 400
- Akko (subdistrikt) – befolkning: 536 300
- Golan (subdistrikt)* – befolkning: 39 800

 * – taget under seksdageskrigen i 1967 og tilføjede Israel ved Golanhøjdeloven.

## Haifa-distriktet
Haifa-distriktet (Mehoz Heifa). Befolkning: 865 200
Distriktshovedstad: Haifa
- Haifa (subbdistrikt) – befolkning: 529 500
- Hadera (subbdistrikt) – befolkning: 335 700

## Centraldistriktet
Centraldistriktet (Mehoz HaMerkaz). Befolkning: 1 689 600
Distriktshovedstad: Ramla
- Sharon (subdistrikt) – befolkning: 371 900
- Petah Tikva (subdistrikt) – befolkning: 578 000
- Ramla (subdistrikt) – befolkning: 267 600
- Rehovot (subdistrikt) – befolkning: 472 100

## Tel Aviv-distriktet
Tel Aviv-distriktet (Mehoz Tel Aviv). Befolkning: 1 204 400
Distriktshovedstad: Tel Aviv

## Syddistriktet
Syddistriktet (Mehoz HaDarom). Befolkning: 1 201 200
Distriktshovedstad: Beersheba
- Ashkelon (subdistrikt) – befolkning: 456 000
- Be'er Sheva (subdistrikt) – befolkning: 565 300

## Judæa- og Samaria-området
Judæa- og Samaria-området (Ezor Yehuda VeShomron).
Befolkning: 285 000 israelske indbyggere.
Største israelske by: Modi'in Illit
Dette område er den geografiske klassificering af israelsk bosættelse på Vestbredden bortset fra Østjerusalem og det tidligere israelske/jordanske ingenmandslandsområde i nærheden af Latrun. Området har været under israelsk kontrol siden seksdageskrigen i 1967, men ikke tilføjet af Israel. Mange israelitter anser det som en del af Det lovede land, men det er ikke anset som en del af staten Israel af nogen nation eller af FN. Se Det palæstinensiske selvstyreområde for den palæstinensiske administration.